# Pałac Mirów w Książu Wielkim
Pałac Mirów – rezydencja Myszkowskich zbudowana w XVI wieku w Książu Wielkim i częściowo nadbudowana w XIX wieku. Obecnie mieści Zespół Szkół im. Wincentego Witosa oraz Zespół Szkół Rolniczych.

## Pałac renesansowy
Pałac został zaprojektowany i zbudowany w latach 1585–1595 wg projektu włoskiego architekta Santiego Gucciego. Zleceniodawcą był biskup krakowski Piotr Myszkowski oraz jego bratanek i spadkobierca Piotr Myszkowski, pełniący w późniejszym okresie urząd kasztelana wojnickiego. Pałac zbudowano na planie prostokąta z ryzalitami na osi obu elewacji i bocznymi aneksami mieszczącymi wewnątrz schody. Całe założenie, którego centralną częścią jest pałac oparto na osi wytyczonej na linii wschód-zachód, która biegła w kierunku kościoła augustianów w Książu. Obiekt pałacowy wraz z kaplicą i biblioteką znajdował się na wydłużonym prostokątnym tarasie, zakończonym parą bastionów na zachodnich narożnikach od strony miasta. Na zboczu w kierunku miasta, ukształtowano nieistniejący już geometryczny ogród z układem tarasów. Parter i I piętro zostały ozdobione jednolitą rustyką - taką samą jak na Kaplicy Myszkowskich przy kościele Dominikanów w Krakowie. Obramienia okienne dekorowane są herbem Jastrzębiec, którym posługiwali się Myszkowscy.
Od 1601 roku istniała Ordynacja Pińczowska i pałac „Na Mirowie” (nazwa wywodziła się od starszej siedziby Myszkowskich w Mirowie) pełnił funkcję jednej z jej głównych siedzib. W roku 1729 pałac po wymarciu Myszkowskich majątek przeszedł w ręce rodziny Wielopolskich.

## Przebudowy w XIX wieku
Dawniej pałac był zwieńczony dachem ze szczytami, podobnymi do istniejącego do dzisiaj nad pawilonami bocznymi. W 1809 roku doszło do przebudowy na zlecenie Franciszka Wielopolskiego, którą wykonał architekt Józef Lebroni usuwając renesansowe szczyty. Na zlecenie Aleksandra Wielopolskiego w latach 1841–1846 doszło do poważnej zmiany architektonicznej polegającej na nadbudowie centralnego ryzalitu o trzecie piętro w stylu berlińskiego neogotyku. Przebudowy tej dokonał m.in. architekt Karol Kremer wg projektu opracowanego przez Friedricha Augusta Stülera z Berlina. 
Pałac był zamieszkany do 1945 r. Po 1949 r. został wyremontowany po zniszczeniach wojennych i od tego czasu jest użytkowany na cele szkolne.
Pałac jest jednym z zabytków objętych programem "Szlak Renesansu w Małopolsce", realizowanym przez Stowarzyszenie Willa Decjusza.

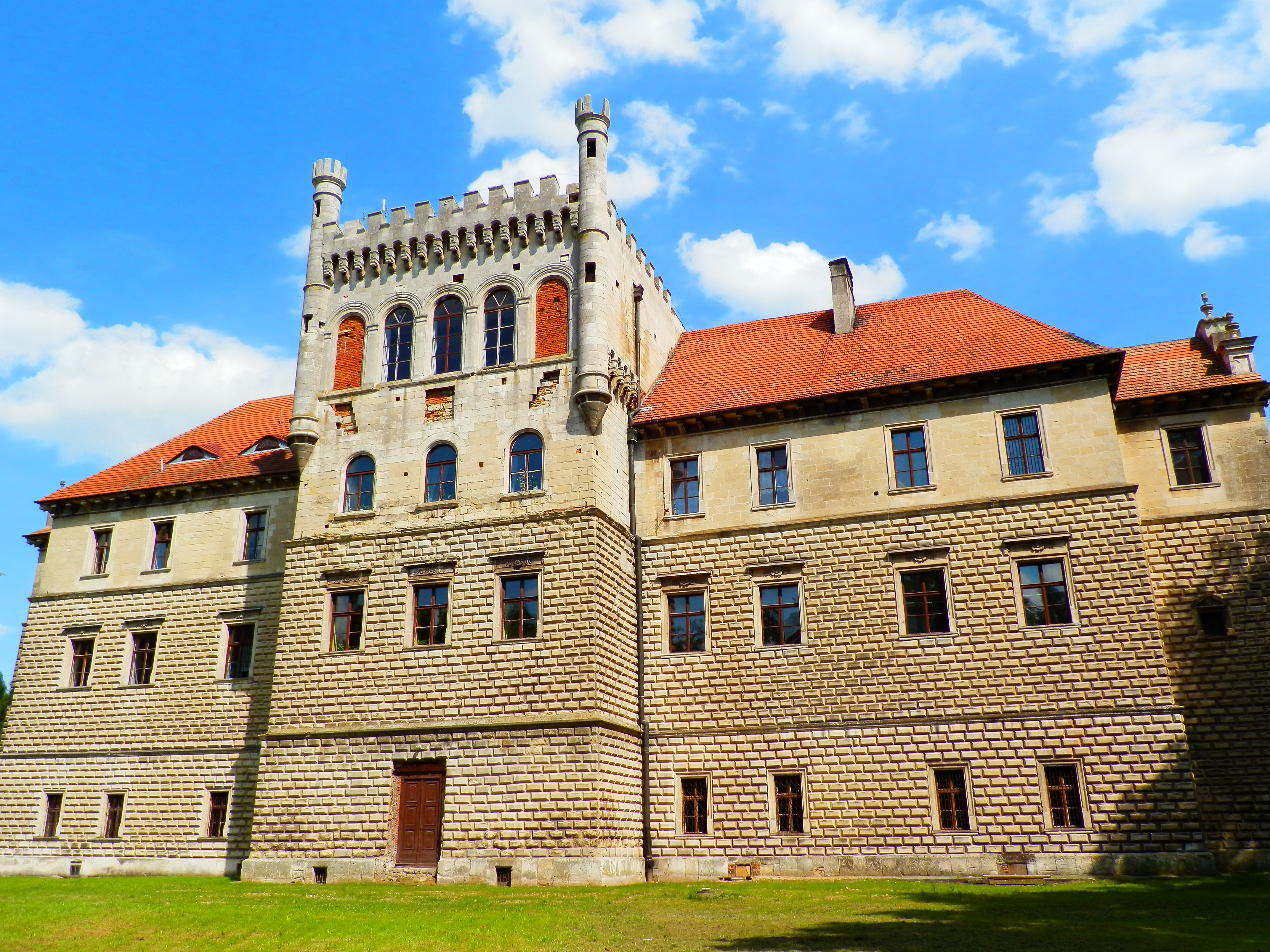
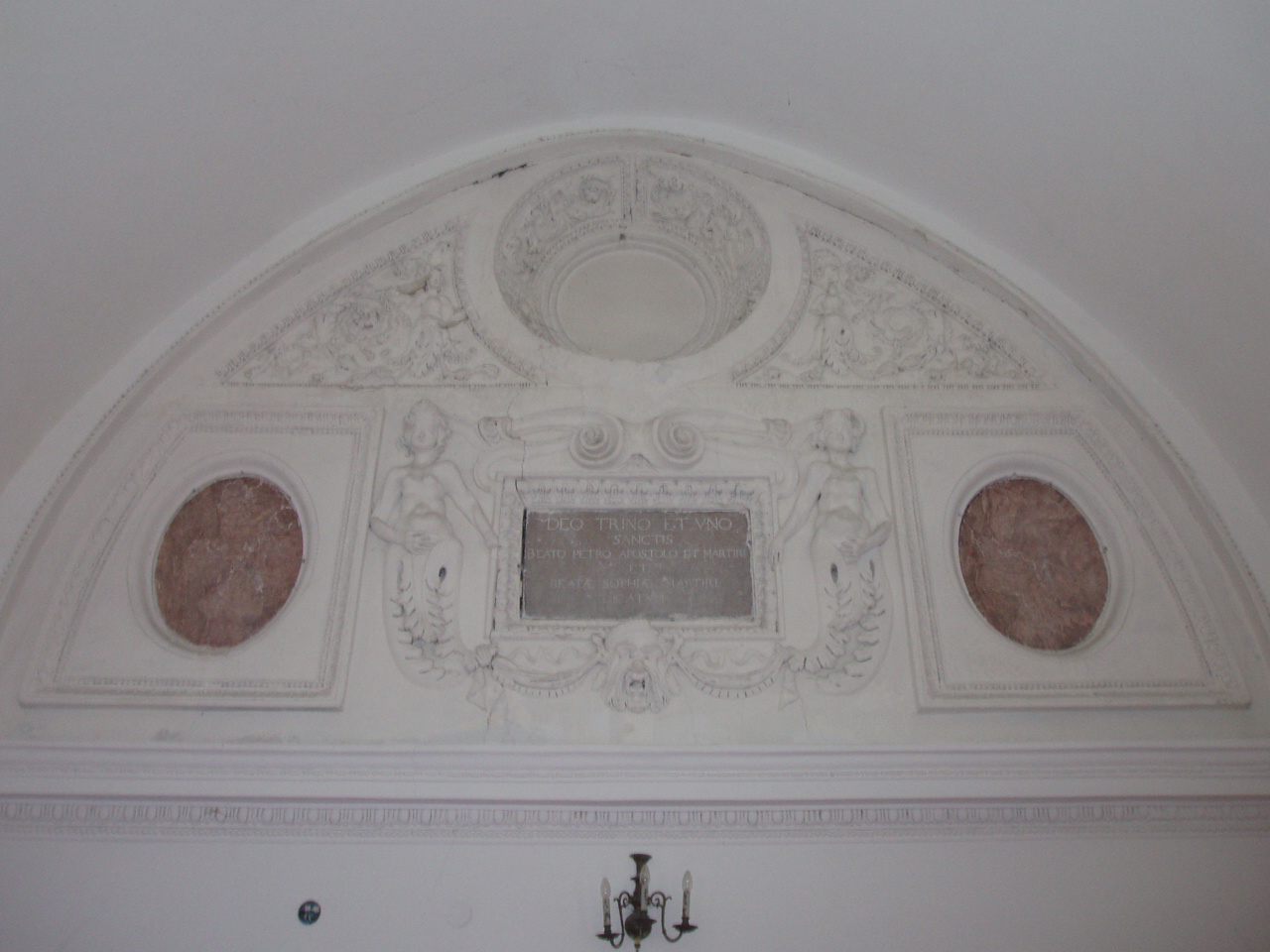
Wnętrze kaplicy
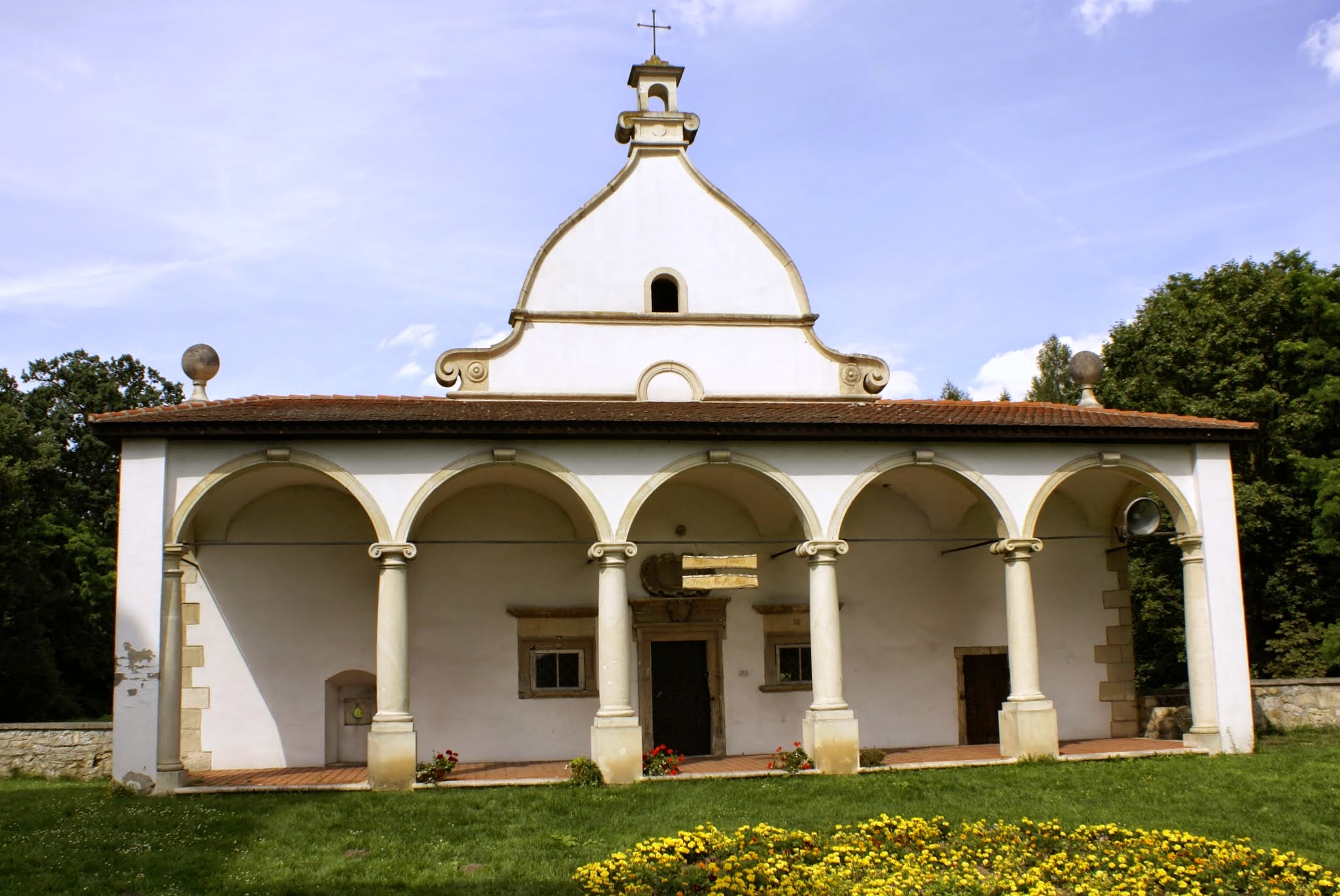
Kaplica pałacowa